# كامران أغاييف
كامران أغاييف (9 فبراير 1986 بشابران في أذربيجان - ) هو لاعب كرة قدم أذربيجاني في مركز حراسة المرمى. شارك مع منتخب أذربيجان تحت 17 سنة لكرة القدم ومنتخب أذربيجان لكرة القدم. أما مع النوادي، فقد لعب مع كارسياكا وكايسري سبور ونادي إنتر باكو ونادي باكو ونادي خزر لنكران ونادي قبله وShafa Baku FK ‏ وTuran Tovuz ‏.

## وصلات خارجية
- كامران أغاييف على موقع الاتحاد الأوربي (الإنجليزية)
- كامران أغاييف على موقع اتحاد تركيا (لاعب) (الإنجليزية)
- كامران أغاييف على موقع قاعدة بيانات كرة القدم.إي يو (الإنجليزية)
- كامران أغاييف على موقع ناشيونال فوتبول تيمز (الإنجليزية)
- كامران أغاييف على موقع Soccerway.com (الإنجليزية)
- كامران أغاييف على موقع عالم كرة القدم.نت (الإنجليزية)
- كامران أغاييف على موقع AS.com (الإسبانية)